# Neonemoria plana
Neonemoria plana là một loài bướm đêm trong họ Geometridae.